# Liga de Verano de Béisbol Profesional
La Liga de Verano de Béisbol Profesional de Colombia, también llamada Liga Manzana Postobon-Coors de Verano, fue una competición deportiva de béisbol en Colombia que se realizó desde el 1 de julio a septiembre de 2016.
Participaron cuatro equipo de la Costa Caribe: Mariscales de Sucre, Torices de Cartagena, Gigantes de Montería, y Tiburones de Barranquilla; los cuales disputaron la liga de verano en Colombia. 

## Historia
Esta liga de verano fue creada con la intención de ampliar la cobertura territorial y temporal del béisbol en Colombia, así como para dar oportunidades a jóvenes deportistas de las diferentes regiones de este país, con la intención de que este deporte se jugara prácticamente todo el año. La Liga fue fundada en 2016 por la Federación Colombiana de Béisbol.
En la primera edición de 2016 cada equipo jugó 48 juegos en la temporada regular llegando a la final Gigantes de Montería y Tiburones de Barranquilla, final programada a cinco juegos siendo campeón el ganador de tres juegos sin embargo se definió en el cuarto juego siendo el primer campeón Gigantes con la serie 3-1 en el Estadio 3 de Mayo en Lorica.
La liga tiene convenio con sus patrocinadores por tres años es decir hasta el 2018 con posibilidad de renovarla por tres años más, para el 2017 se espera que se integren dos equipos más para completar un total de 6 novenas, estas nuevas franquicias se llamarían Leopardos y Cachorros teniendo como candidatos las ciudades de Santa Marta y Santa Cruz de Lorica.
En 2018 realizó su última edición dejando como ganador a los Tigres de Arenal, un año después se canceló el torneo por razones desconocidas.

## Dirigentes[4]
| Cargo                      | Titular             | Titular             | Titular             |
| -------------------------- | ------------------- | ------------------- | ------------------- |
| Gerente General            | Carlos Roque        | Carlos Roque        | Carlos Roque        |
| Director Administrativo    | Armando Ortega      | Armando Ortega      | Armando Ortega      |
| Director de Operaciones    | Harold Herrera      | Harold Herrera      | Harold Herrera      |
| Director Comercial         | Erasmo Pérez        | Erasmo Pérez        | Erasmo Pérez        |
| Director de Comunicaciones | José Barraza        | José Barraza        | José Barraza        |
| Compilador                 | Benedicto Molinares | Benedicto Molinares | Benedicto Molinares |
| Webmaster                  | Fever Villar        | Fever Villar        | Fever Villar        |
| Fotógrafo                  | Eduardo Torres      | Eduardo Torres      | Eduardo Torres      |
| Secretaria                 | Marlene Ramírez     | Marlene Ramírez     | Marlene Ramírez     |

## Formato de la competición
Para la primera edición se jugaron 48 juegos en una ronda de todos contra todos, el primer y segundo lugar clasificaran directo a la final que está pactada a 5 juegos, el ganador de 3  se coronará campeón de la liga de verano en su primera edición. Se jugaran los días Jueves, viernes, sábados y domingos, los horarios se darán a conocer más adelante. Cuando haya lunes festivo, entonces las series comenzaran los días viernes.
En la segunda edición en 2017 se disputaron 50 juegos por equipo en temporada regular, clasificando directamente al Play Off Final el equipo ubicado en el primer lugar, disputando el Pre-Play Off a tres juegos los ubicados en el segundo y tercer puesto. La Final se disputaría a 3 juegos entre el ganador del Pre-Play Off y el líder en la temporada regular.

## Equipos
| Equipo                    | Fundación | Ciudad       | Estadio                   | Capacidad |
| Mariscales de Sucre       | 2016      | Sincelejo    | Estadio 20 de Enero       | 10 000    |
| Gigantes de Montería      | 2016      | Montería     | Estadio 18 de Junio       | 11 000    |
| Tiburones de Barranquilla | 2016      | Barranquilla | Estadio Tomás Arrieta     | 8 000     |
| Torices de Cartagena      | 1948      | Cartagena    | Estadio Once de Noviembre | 12 000    |

## Campeones
| Temporada | Campeón                 | Serie/Final | Subcampeón                |
| 2016      | Gigantes de Montería    | 3-1         | Tiburones de Barranquilla |
| 2017      | Mariscales de Sincelejo | 2-0         | Gigantes de Montería      |
| 2018      | Tigres de Arenal        | 11:8        | Padres de Lórica          |

## Estadísticas
Estos son los mejores durante la temporada regular de cada edición.

### Mejor bateador
| Ganador                | Temporada |
| ---------------------- | --------- |
| Robinson Cabrera (TIB) | 2016      |
| Edgar Muñoz (MAR)      | 2017      |

### Líder de carreras anotadas
| Ganador                       | Temporada |
| ----------------------------- | --------- |
| Robinson Cabrera (37 CA- TIB) | 2016      |
| Diover Ávila (31 CA- TIB)     | 2017      |

### Líder de cuadrangulares
| Ganador                                                  | Temporada |
| -------------------------------------------------------- | --------- |
| Wilmer Oberto (6 HR- GIG)                                | 2016      |
| Reinaldo Rodríguez (7 HR- GIG) Manuel Joseph (7 HR- MAR) | 2017      |

### Mejor lanzador
| Ganador               | Temporada |
| --------------------- | --------- |
| Randy Consuegra (TIB) | 2016      |
| Anthony Vizcaya (GIG) | 2017      |

## Clasificación histórica
La clasificación histórica de la Liga de Verano de Béisbol Profesional es un resumen estadístico desde la temporada Liga de Verano de Béisbol Profesional 2016 hasta el actual torneo.
| Pos. | Equipo                    | JG | JP | JJ  | Temp. | Puntaje |
| ---- | ------------------------- | -- | -- | --- | ----- | ------- |
| 1.   | Gigantes de Montería      | 68 | 36 | 104 | 2     | 0.654   |
| 2.   | Tiburones de Barranquilla | 54 | 50 | 104 | 2     | 0.519   |
| 3.   | Mariscales de Sincelejo   | 52 | 50 | 102 | 2     | 0.510   |
| 4.   | Torices de Cartagena      | 30 | 68 | 98  | 2     | 0.306   |